# انتخابات الرئاسة الهندوراسية 1957
انتخابات الرئاسة الهندوراسية 1957 هي الانتخابات الرئاسية التي جرت في 1957، في هندوراس، فاز بالانتخابات رامون فيليدا موراليس.